# 台北散步文化
台北市的城市散步文化留下不少文獻記載，有較多記載的是「舊書店散步」。歷史遺跡的散步（臺北府城等）、鬧市地標的散步（台北市政府等）亦有相關記載。

## 專書
- 雷魯. . 果實出版. 2004. ISBN 9789867796226.

- 侯育希. . 華成圖書. 2010. ISBN 9789861920870.

- 水瓶子. . 沐風文化. 2018. ISBN 9789869595247.

- 台北城市散步. . 奇異果文創事業. 2017. ISBN 9789869396370.